# Vepris verdoorniana
Vepris verdoorniana är en vinruteväxtart som först beskrevs av Exell & Mendonça, och fick sitt nu gällande namn av W. Mziray. Vepris verdoorniana ingår i släktet Vepris och familjen vinruteväxter. Inga underarter finns listade i Catalogue of Life.